# Solo un uomo
Solo un uomo ist das zweite Soloalbum des Mailänder Rappers Mondo Marcio. Es erschien am 27. Januar 2006 bei EMI und wurde von Virgin vertrieben. Im selben Jahr wurde eine „Gold Edition“ veröffentlicht, welche ein zusätzliches Mixtape (Nessuna via di uscita) enthielt.

## Vermarktung
Im Vorfeld der Veröffentlichung des Albums wurde der Song Dentro alla scatola als Single veröffentlicht. Das Musikvideos war für einige Wochen auf MTV zu sehen.

## Inhalt
Mondo Marcios Stil auf Solo un uomo lehnt sich an den US-amerikanischen Gangsta-Rap mit aggressiven Liedtexten an, allerdings gibt es auch einige ruhigere Lieder wie Nel bene e nel male oder Ancora qua. Features gibt es unter anderem von Tormento (damaliges Mitglied der Rap und RnB-Band Sottotono), Irene La Medica und der Band Finley.

## Produktion
Alle Tracks wurden von Mondo Marcio allein produziert – mit Ausnahme von Track 7, 12 und 16 (produziert von Fish).

## Erfolg
Das Album erreichte als höchste Platzierung in den Albencharts Platz #10 und blieb insgesamt 9 Wochen in den Top 100.
Für Solo un uomo erhielt Mondo Marcio eine Goldene Schallplatte für mehr als 30.000 verkaufte Exemplare. Mittlerweile wurde das Album mit Platin-Status ausgezeichnet für mehr als 94.000 verkaufte Exemplare.

## Titelliste
| #  | Titel                       | Gastbeiträge    | Produzent    | Länge |
| -- | --------------------------- | --------------- | ------------ | ----- |
| 1  | Intro                       |                 | Mondo Marcio | 0:50  |
| 2  | Il mio mondo                |                 | Mondo Marcio | 3:45  |
| 3  | Dentro alla scatola         |                 | Mondo Marcio | 4:24  |
| 4  | Segui la stella             |                 | Mondo Marcio | 4:07  |
| 5  | Toc toc                     |                 | Mondo Marcio | 4:01  |
| 6  | Solo un uomo                |                 | Mondo Marcio | 4:05  |
| 7  | Come si fa                  |                 | Fish         | 4:10  |
| 8  | Purple Weed                 |                 | Mondo Marcio | 4:23  |
| 9  | Nessuna via d’uscita        |                 | Mondo Marcio | 4:41  |
| 10 | Nel bene e nel male         |                 | Mondo Marcio | 4:12  |
| 11 | Skit 1                      |                 |              | 0:56  |
| 12 | The Most Wanted             | Tormento        | Fish         | 4:36  |
| 13 | Il solo rimasto             |                 | Mondo Marcio | 3:39  |
| 14 | Come prima                  |                 | Mondo Marcio | 4:30  |
| 15 | Skit 2                      |                 |              | 0:31  |
| 16 | Ancora qua                  | Irene La Medica | Fish         | 4:46  |
| 17 | Fallo ancora                |                 | Mondo Marcio | 4:05  |
| 18 | Pazzo                       |                 | Mondo Marcio | 4:43  |
| 19 | Dentro alla scatola (Remix) | Finley          | Mondo Marcio | 4:24  |